# سكوبير
سكوبير أو (Scopeer) هي منصة تمويل جماعي مصرحة من هيئة السوق المالية في المملكة العربية السعودية، والتي تسمح للشركات الناشئة ورواد الأعمال الحصول على التمويل من الجمهور بشكل مباشر. 
و تعتبر سكوبير  أول منصة  حاصلة على تصريح  هيئة السوق المالية الخاص بالتقنية المالية والذي ينقل صناعة الخدمات المالية إلى أفاق جديدة عبر استخدام نماذج أعمال مبتكرة لمنتجات أو خدمات مالية محددة - تقدم عادة من قبل الوسطاء أو مدراء الأصول الحاليين من خلال استخدام تقنية المعلومات.
تأسست سكوبير (شركة التمويل الجماعي المحدودة) في شهر سبتمبر من عام 2017.